# Banda Musical de Lagares
A Banda Musical de Lagares (BML) é uma banda filarmónica portuguesa com sede na freguesia de Lagares e Figueira, no concelho de Penafiel. Fundada em 1900, tem desempenhado um papel relevante no panorama musical e cultural da região Norte de Portugal, distinguindo-se pela sua longevidade, dinamismo artístico e pela aposta na formação musical.

## História
A BML foi fundada no ano de 1900 pelo pároco local, Manuel Marques Capeleiro e Silva, nascido a 31 de agosto de 1873 em Albergaria-a-Velha, ordenado sacerdote em 6 de agosto de 1899, e com especial talento para a música. A formação inicial da banda em 1900 contava com 12 músicos: 3 clarinetes, 1 baixo, 2 trombones, 1 cornetim, 1 trompa, 1 flauta, 1 bombardino, 1 bombo e pratos. A sua primeira atuação teve lugar a 8 de setembro do mesmo ano, durante a Festa de Nossa Senhora da Lapa. Desde então, a banda tem estado presente tanto em eventos religiosos como em celebrações de caráter profano.
Em 1919, a direção musical passou para Aníbal Coelho Rodrigues, natural de Lagares, que se manteve no cargo durante cerca de 50 anos.. Em 1987, assumiu a direção musical o maestro José Manuel Freitas, responsável pela criação da escola de música da BML.

## Reconhecimento e Atividade Artística
A BML recebeu distinções pelo seu contributo cultural. Foi agraciada com a Medalha Dourada de Mérito Municipal em 1996 e com a Medalha de Ouro de Mérito Municipal em 2001, atribuídas pelo município de Penafiel.
Em julho de 2022, estreou-se na Sala Suggia da Casa da Música, no Porto, com um concerto integrado no 11.º Encontro de Bandas Filarmónicas, organizado pela Banda Sinfónica Portuguesa. A banda executou duas obras originais: Pecten Maximus de Nelson Jesus, em homenagem ao ex-maestro Alberto Vieira, e SAMSARA do compositor espanhol Andrés Álvarez, encomendada pelo maestro Luís Oliveira.

## Estrutura e Envolvimento Comunitário
A Banda Musical de Lagares é gerida pela Associação Musical e Recreativa de Lagares, que foi reconhecida como Entidade de Utilidade Pública em 30 de julho de 2010.
Atualmente, a banda conta com 73 músicos e participa anualmente em mais de duas dezenas de eventos, muitas vezes integrando outras expressões artísticas, o que reforça o seu papel dinâmico na vida cultural da comunidade.
A escola de música da banda, que funciona durante o período letivo, continua a ser um pilar essencial na formação de novos músicos. Conta com cerca de 75 alunos, que recebem aulas de formação musical, instrumento e classe de conjunto.